# Assisen von Ariano
Assisen von Ariano ist die Bezeichnung für 44 Gesetze Rogers II. von Sizilien, von denen 39 in die Konstitutionen von Melfi übernommen worden sind.
Erstmals wurden sie 1856 von J. Merkel aus dem Cod.Vat.lat. 8782 veröffentlicht. Die Überschrift Assise regum regni Sicilie findet sich nur in der späteren Handschrift 468 aus Montecassino. Inzwischen ist auch eine griechische Fassung bekannt geworden.

## Entstehung
Man hat die Assisen mit der Verwaltungs- und Justizreform Rogers II. in Zusammenhang gebracht, über die Falco von Benevent, der eine Verbindung zu dem Hoftag in Ariano im Jahre 1140 herstellt (wobei er nur von einer Münzreform spricht), und Romuald von Salerno berichten, für den die Maßnahmen der Sicherung des erreichten Friedens dienen, der aber kein Datum angibt.
In der Literatur ist es umstritten, ob sich die Assisen tatsächlich dem Hoftag in Ariano zuordnen lassen. Dies wurde zwar von Brandileone und Caspar vertreten, allerdings sagt Niese bereits, dass eine derartige Zuschreibung zweifelhaft ist. Die Meinung von Ménager, der die Entstehung beider Versionen ins 13. Jh. setzen wollte, wird heute etwa von Loud unterstützt, konnte sich allerdings nicht allgemein durchsetzen. Allerdings nimmt man heute eine Gesetzgebungstätigkeit von Fall zu Fall an, deren Einzelregelungen erst zu einem späteren Zeitpunkt, aber noch im 12. Jh. und möglicherweise auch noch zu Lebzeiten Rogers als Sammlung redigiert wurde, also ähnlich wie bei der Entwicklung der kirchenrechtlichen Sammlungen der Zeit. Über den Redakteur können wir nichts aussagen, ihm eine juristische Ausbildung, etwa in Bologna, zuzuschreiben liegt nahe (so zuletzt Ken Pennington).

## Inhalt und Vorlagen
Die vatikanische Sammlung weist einen systematischen Aufbau auf. Nach dem Proömium normiert Ass. 1 die Fortgeltung der bisherigen Rechte, soweit im Folgenden keine abweichenden Regelungen getroffen wurden.
- Ass. Vat. 2−16 Bestimmungen zum kirchlichen Bereich
- Ass. Vat. 17−26: öffentliches Recht, u. a. Majestätsverbrechen, Fälschungsdelikte und Zehntrecht
- Ass. Vat. 27−33 Eherecht
- Ass. Vat. 34−35, 37−43  Strafrecht, u. a. Totschlagsdelikte und Brandstiftung
- Ass. Vat. 36 ist die älteste Bestimmung über eine staatliche Zulassungsprüfung für Ärzte
- Ass. Vat. 44 setzt Sanktionen für ungerechte Richter fest.

Die Texte der Cassineser Redaktion sind oft um die rhetorischen Teile gekürzt, die von den urkundlichen Erstfassungen herrühren. Die Sammlung enthält Novellen Rogers II. aus der Zeit nach 1140 (Ass. Cass. 33, 35, 36, 39) und Stücke, die einem nicht näher bestimmten König Wilhelm zugeschrieben sind (Ass. Cass. 34, 37, 38). Nicht in der Cassineser Redaktion aufgenommen sind Ass. Vat. 16, eine Vorschrift gegen simonistische Kleriker, Ass.Vat. 22, die prozessrechtliche Vorschriften für das Fälschungsdelikt enthält, sowie Ass. Vat. 36, die ärztliche Zulassungsprüfung. Die Vorschriften beziehen sich weitgehend auf Stellen aus den Digesten und dem Codex Justinians. Teilweise sind die Stellen wörtlich übernommen.
Das Gebiet des Privatrechts blieb weitgehend unberührt, die Regelungen betrafen Öffentliches Recht und Strafrecht sowie Staatskirchenrecht.

## Übernahme in die Konstitutionen von Melfi
39 Assisen sind in die Konstitutionen aufgenommen worden, vorwiegend in Buch III. Zu den nicht aufgenommenen Stücken gehört Ass. Vat. 22, die Prozessordnung für den Fälschungsprozess. Dies könnte seinen Grund in der Fortentwicklung der römischrechtlichen Regelungen durch Innozenz III. haben, auch wenn man auf direkte Übernahmen aus dem kanonischen Recht verzichtete.
Ob es auch Sammlungen von Verordnungen der Nachfolger Rogers, Wilhelms I. und Wilhelms II. gegeben hat, muss offenbleiben. In den Konstitutionen sind eine Reihe von Vorschriften aufgenommen, die in den Handschriften einem König Wilhelm zugeschrieben werden; in Einzelfällen können wir hier die Publikation in urkundlicher Form nachweisen (das gilt insbesondere für die Regelungen über den Gerichtsstand der Kleriker und die Abgrenzung der Zuständigkeiten zwischen weltlichem und geistlichem Gericht bei Ehebruchsangelegenheiten).

### Ausgaben
- Francesco Brandileone, Il diritto romano nelle leggi normanne e sueve del Regno di Sicilia, Torino, 1884.
- Gennaro Maria Monti, Lo Stato normanno svevo. Lineamenti e ricerche, Trani 1945, S. 83–184 – eine synoptische Gegenüberstellung von Ass. Vat., Ass. Cas. und Konstitutionen.
- Le Assise di Ariano: testo critico, traduzione e note a cura di Ortensio Zecchino, Cava dei Tirreni, Di Mauro, 1984

### Studien
- Horst Enzensberger: Assisen von Ariano. In: Lexikon des Mittelalters (LexMA). Band 1. Artemis & Winkler, München/Zürich 1980, ISBN 3-7608-8901-8, Sp. 1123 f.
- Léon-Robert Ménager, La législation sud-italienne sous la domination normande. In: I Normanni e la loro espansione in Europa nell’alto medio evo, Spoleto 1969, S. 439–496.
- Ludwig Burgmann, Eine griechische Fassung der „Assisen von Ariano“. In: Fontes Minores V (1982), S. 179–192. (Onlinezugriff über res doctae)
- Christoph Ulrich Schminck: Crimen laesae maiestatis. Das politische Strafrecht Siziliens nach den Assisen von Ariano (1140) und den Konstitutionen von Melfi (1231) (= Untersuchungen zur deutschen Staats- und Rechts-Geschichte. N. F. Bd. 14). Scientia-Verlag, Aalen 1970, ISBN 3-511-02834-5 (Zugleich: Frankfurt am Main, Universität, Dissertation, 1969).

### Übersetzung
- G. A. Loud: The Laws of King Roger II (ca. 1140s) translated from Latin. In: Katherine Ludwig Jansen (Hg.): Medieval Italy. Texts in translation. Philadelphia 2009, S. 175–186.